# Liste der politischen Parteien in Luxemburg

## Derzeitige Parteien
- Alternativ Demokratesch Reformpartei (ADR); Alternative Demokratische Reformpartei (rechtskonservativ)
- Chrëschtlech-Sozial Vollekspartei (CSV): Christlich-Soziale Volkspartei (christdemokratisch)
- Demokratesch Partei (DP); Demokratische Partei (liberal)
- Déi Gréng; Die Grünen (ökologisch, grün)
- déi Konservativ – d’Fräiheetspartei; Die Konservativen – Freiheitspartei (konservativ)
- Déi Lénk; Die Linke (sozialistisch, links)
- Fokus (zentristisch)
- Kommunistesch Partei Lëtzebuerg (KPL); Kommunistische Partei Luxemburgs (kommunistisch)
- Lëtzebuerger Sozialistesch Aarbechterpartei (LSAP); Luxemburger Sozialistische Arbeiterpartei (sozialdemokratisch)
- Liberté - Fräiheet! (rechtskonservativ)
- Piratepartei Lëtzebuerg (PPLU); Piratenpartei Luxemburg
- Partei fir Aarbecht, Rechtsstaat, Trucmachin, Elitefërderung a basisdemokratesch Initiativ (d‘PARTEI) (Satire, persiflierter Populismus, Antifaschismus, Pro-Europäismus)
- Volt Lëtzebuerg (Volt); Volt Luxemburg (Europäischer Föderalismus, Progressivismus)

## Historische Parteien
- Biergerlëscht; Bürgerliste
- Fräi Partei Lëtzebuerg; Freie Partei Luxemburg
- Lëtzebuerger Nationalunioun; Luxemburger Nationalunion
- National-Bewegong; National-Bewegung